# Pierre (évêque d'Arras)
Pierre est un ecclésiastique cistercien de la fin du XIIe siècle, devenu évêque d'Arras (1184-1203).

## Biographie
Pierre est d'abord connu comme abbé de Pontigny de 1176 à 1178, puis, à partir de la fin de 1180, comme abbé de Cîteaux.
Au printemps 1184, Pierre devint évêque d'Arras, et fut sacré lors du synode de Vérone, à l'automne de la même année. Il occupa cette fonction jusqu'à sa mort, survenue le 1er novembre 1203, et fut inhumé dans l'abbaye de Pontigny.

## Anecdote
Demeuré proche de son Ordre d'origine, il avait obtenu du Chapitre général de Cîteaux, en 1187, de bénéficier à sa mort de prières dans toutes les abbayes cisterciennes "comme s'il était resté abbé de Cîteaux".